# آیت نجفی
آیت نجفی (زادهٔ ۱ مهر ۱۳۵۵ در تهران)، کارگردان تئاتر و سینما، فیلم‌نامه‌نویس، نمایشنامه‌نویس ایرانی ساکن برلین است. وی فرزند دوم محمدعلی نجفی معمار، فیلم‌نامه‌نویس و کارگردان ایرانی، و همچنین برادر صالح نجفی، نظریه‌پرداز، مترجم و پژوهشگر فلسفه و سینما است. او تا کنون موفق به دریافت جوایز متعدد بین‌المللی شده است از جمله جشنواره بین‌المللی فیلم برلین، اوت‌فست برای فیلم فوتبال سربسته و جشنواره بین‌المللی فیلم مونترال برای فیلم آواز بی‌سرزمین شده است.

## زندگی‌نامه
آیت نجفی در تهران زاده شد و فارغ‌التحصیل کارشناسی در رشته طراحی صحنه تئاتر از دانشگاه هنر و معماری است. اولین تئاترش با نام «نیمروز خواب‌آلود» در سال ۱۳۸۰ در فرهنگسرای نیاوران تهران اجرا شد. در سال ۱۳۸۲ آتلیه آرتا را بنیان گذاشت و در زیر مجموعه آن به ساخت فیلم‌های کوتاه تجربی و تئاتر پرداخت. از جمله کارهای وی در این مقطع می‌توان به: «فردوسی، صدام حسین و رژه مورچه‌ها در شهر خالی» اشاره کرد. وی در سال ۱۳۸۵ به آلمان رفت و به کارگردانی تئاتر و فیلم ادامه داد. وی به عنوان کارگردان مهمان در دانشگاه کنستانتس تئاتر «داستان زنان سیبیلو و مردان دامن پوش» را به روی صحنه برد. وی همچنین مهمان علمی دانشگاه برلین بود و چند مقاله علمی تئاتر نوشت. در سال ۱۳۸۷ اولین مستند بلند سینمایی او، فوتبال سربسته با کارگردانی مشترک دیوید آسمان جایزه بهترین فیلم مستند برلیناله در سال ۱۳۸۷ و «جایزه اروپا» را در سال ۱۳۸۸ به دست آورد. در سال ۱۳۸۹ نمایش «تهران‌بانو» را نوشت و کارگردانی کرد و در برلین روی صحنه برد. در این نمایش هفت بازیگر از ملیت‌های مختلف هنرنمایی کردند. در سال ۱۳۹۰ نمایش «رشت، شهر زنان» را روی صحنه برد. نمایش «فردوسی، صدام حسین و رژه مورچه‌ها در شهر خالی» از جمله مشهورترین کارهای اوست که در تهران به نمایش درآمد. آواز بی‌سرزمین دومین مستند بلند سینمایی اوست که در سال ۱۳۹۳ ساخته شد و تاکنون در بیش از ۷۰ فستیوال بین‌المللی پذیرفته شده و موفق به کسب ۱۳ جایزه شده است.

## فیلم‌شناسی
| سال  | نام فیلم                        | به عنوان | به عنوان  | به عنوان | به عنوان | توضیحات |
| سال  | نام فیلم                        | کارگردان | تهیه‌کننده | نویسنده  | بازیگر   | توضیحات |
| ---- | ------------------------------- | -------- | --------- | -------- | -------- | ------- |
| ۱۳۹۵ | اینجا هرگز هیچ چیز رخ نداده است | آری      | آری       | آری      | نه       |         |
| ۱۳۹۳ | آواز بی‌سرزمین                   | آری      | نه        | آری      | نه       |         |
| ۱۳۸۷ | فوتبال سربسته                   | آری      | نه        | آری      | نه       |         |
| ۱۳۸۴ | بجنب                            | آری      | آری       | آری      | نه       |         |
| ۱۳۶۴ | بوعلی سینا                      | نه       | نه        | نه       | آری      |         |

## تئاتر
- نیمروز خواب‌آلود (۱۳۸۰)
- مرغ دریایی (۱۳۸۱)
- فردوسی، صدام حسین و رژه مورچه‌ها در شهر خالی (۱۳۸۴)
- داستان زنان سیبیلو و مردان دامن‌پوش(۱۳۸۸)
- تهران بانو (۱۳۸۸)
- رشت، شهر زنان (۱۳۹۰)[۷]